# Escudo de Maranhão
El escudo del estado de Maranhão está compuesto por una moldura dorada y un círculo central.
En la parte central del escudo hay cuatro partes que representan la bandera de Maranhão, los colores de Brasil y una declaración a través de una pena y un pergamino.
El Escudo Estatal fue creado por el Decreto N.º 58, del 30/12/1905, designado por el primer Vicegobernador en ejercicio Alexandre Colares Moreira Junior y mantenido por la Ley n.º 416 del 27/08/1906, sancionado por el gobernador Benedito Pereira Leite. El modelo original tiene una firma del diseñador Lucilio.

## Descripción
La forma del contorno de la superficie del escudo es la misma que la del escudo de la Confederación Suiza y está limitada por molduras de estilo barroco conformadas al contorno; el campo del escudo está dividido en cuatro partes - dos en uno de los lados, conteniendo los colores nacionales, verde y amarillo, y dos, del otro lado, conteniendo, lo anterior, la bandera del estado reproducida, y en la de abajo el emblema de instrucción en medio de los rayos de luz; el escudo está rematado por una corona de laureles y las molduras, ornamentos y la corona son de color dorado.
- Datos: Q8777980